# Vernet-la-Varenne
Vernet-la-Varenne – miejscowość i dawna gmina we Francji, w regionie Owernia-Rodan-Alpy, w departamencie Puy-de-Dôme. W 2016 roku populacja ówczesnej gminy wynosiła 732 mieszkańców. 
W dniu 1 stycznia 2019 roku z połączenia dwóch ówczesnych gmin – Chaméane oraz Vernet-la-Varenne – powstała nowa gmina Le Vernet-Chaméane. Siedzibą gminy została miejscowość Vernet-la-Varenne. 